# Distrito de Colca (Ayacucho)
El distrito de Colca en el Perú está ubicado en la Provincia de Fajardo, en el Departamento de Ayacucho.

## Población
Compuesta esencialmente por comunidades campesinas de 857 habitantes aproximadamente. La comunidad se dedica a la agricultura y ganadería.

## División administrativa
El centro poblado de Villa San Juan de Quilla" se encuentra dividido en comunidades campesinas, teniendo como anexos o caseríos:
- Villa San Juan de Quilla
- San José de Sucre
- Llincajata
- Cruz Pucro
- Chaca
- Tiocucho
- Ayaorcco